# Furrina
Furrina (in alcuni manoscritti Furina) è una divinità romana arcaica legata alle acque, ma la cui natura non è del tutto chiara.

## Culto
A Roma aveva un bosco sacro denominato Lucus Furrinae, sulle pendici del Gianicolo in corrispondenza dell'attuale parco di Villa Sciarra, dove si trovava anche una fonte a lei dedicata. In questo bosco Gaio Gracco si fece uccidere dal suo schiavo Filocrate nel 121 a.C..
Al suo culto era preposto un flamine minore, il flamine furrinale, il quart'ultimo in ordine di importanza. La sua festività era denominata Furrinalia e si celebrava il 25 luglio.
L'esatta natura della dea si era già persa in epoca imperiale, tanto che cominciò a essere associata alle Furie sulla base della semplice assonanza del nome. Nello stesso periodo, documenti epigrafici attestano che la dea cominciò ad essere nominata al plurale come Furrinae o nymphae Forrinae. Nel suo bosco sacro, inoltre, cominciarono ad apparire altri culti, di origine siriaca, che finirono per inglobare quello di Furrina; i culti sono attestati da un'iscrizione in onore di Zeus Keraunios, una a Giove Eliopolitano e un rilievo di Atargatis con due leoni.
Sul finire dell'età classica, il neoplatonico Marziano Capella, nell'ambito di una classificazione teologica a sfere celesti e terrestri, collocò Furrina tra gli dèi situati poco sopra le vette delle montagne.
Stando a una lettera di Cicerone al fratello Quinto, Furrina aveva un santuario anche presso Arpino.

## Gli studi di Dumézil
Georges Dumézil ritenne di aver dimostrato l'originaria natura di Furrina: confrontando infatti l'ordine cronologico delle feste della seconda metà di luglio e i lavori agricoli che l'agronomo Rutilio Tauro Emiliano Palladio prescrive per quel periodo, Dumézil giunse alla conclusione che la dea sarebbe stata la patrona delle acque sotterranee e dei pozzi utilizzati per il loro sfruttamento. La dea sarebbe poi caduta nell'oblìo a causa del potenziamento della figura divina di Nettuno, divenuto in età storica il patrono di tutte le acque, sia quelle di superficie che di quelle profonde.
Dumézil osservò che già Georg Wissowa aveva rilevato come le festività separate fra loro da un intervallo di tre giorni fossero legate da una stessa funzione. In questo caso specifico, il gruppo costituito dalle due festività dei Lucaria (19 e 21 luglio), dai Neptunalia del 23 e dai Furrinalia del 25 si riferisce ai boschi e alle acque correnti.
Una conferma sembra venire dall'etimologia che deriverebbe da una radice *bhr-u-n- che avrebbe dato in gotico brunna ("sorgente") e in antico irlandese tipra ("sorgente", probabilmente da *to-aith-bre-want-), confrontabile con il sanscrito bhurván ("movimento delle acque"). Tracce di questa radice si trovano anche nel greco phréar ("pozzo") e nell'armeno albiwr ("sorgente"; da *blewar- < *bre-w-r). La radice è presente anche in latino, nei termini ferueere ("bollire", "gorgogliare") e defruutum ("vino cotto") e si sarebbe evoluta in *fruur- che per metatesi sarebbe divenuta furr- ma non si sarebbe conservata come sostantivo indicante il pozzo (forse per omofonia con la parola fur, "ladro"), rimanendo però come reliquia nel nome della dea patrona dei pozzi.